# ريتشارد سكيتس غالاغر
ريتشارد سكيتس غالاغر (بالإنجليزية: Richard "Skeets" Gallagher)‏ مواليد 28 يوليو 1891 في تير هوت، إنديانا، الولايات المتحدة - الوفاة 22 مايو 1955 في سانتا مونيكا، الولايات المتحدة، هو ممثل أمريكي بدأ مسيرته الفنية سنة 1915. من أعماله الجلبة. امتدت مسيرته الفنية لأكثر من 37 عاما.

## روابط خارجية
- ريتشارد سكيتس غالاغر على موقع IMDb (الإنجليزية)
- ريتشارد سكيتس غالاغر على موقع أول موفي (الإنجليزية)
- ريتشارد سكيتس غالاغر على موقع قاعدة بيانات برودواي على الإنترنت (الإنجليزية)
- ريتشارد سكيتس غالاغر على موقع قاعدة بيانات برودواي على الإنترنت (الإنجليزية)
- ريتشارد سكيتس غالاغر على موقع قاعدة بيانات الأفلام السويدية (السويدية)
- ريتشارد سكيتس غالاغر على موقع قاعدة بيانات الفيلم (الإنجليزية)